# NGC 987
NGC 987 è una galassia lenticolare situata nella costellazione del Triangolo, a una distanza di circa 209 milioni di anni luce dalla nostra Via Lattea.

## Scoperta
La galassia è stata scoperta il 12 settembre 1784 dall'astronomo britannico di origine tedesca William Herschel.

## Descrizione
NGC 987 è una galassia starburst, sede di una intensa attività di formazione stellare. Il suo nucleo è molto luminoso nell'ultravioletto. È inserita nel catalogo di Markarian con il codice Mrk 1180 (MK 1180).

## Gruppo di NGC 973
NGC 987 fa parte di un gruppo di galassie di almeno 20 membri, il Gruppo di NGC 973. Le altre galassie del New General Catalogue che fanno parte del Gruppo di NGC 973 sono NGC 969, NGC 973, NGC 974, NGC 983 (= NGC 1002) e NGC 1067.